# Chamoux
Chamoux – miejscowość i gmina we Francji, w regionie Burgundia-Franche-Comté, w departamencie Yonne.
Według danych na rok 1990 gminę zamieszkiwało 71 osób, a gęstość zaludnienia wynosiła 10 osób/km² (wśród 2044 gmin Burgundii Chamoux plasuje się na 839. miejscu pod względem liczby ludności, natomiast pod względem powierzchni na miejscu 1104.).